# Próg absolutny
Próg absolutny – w psychometrii minimalna siła bodźca (energii fizycznej), przy której w połowie prób wytwarza on doznania sensoryczne u badanej osoby. Wykrywanie sygnału sensorycznego występuje w różnych próbach przy jego większym lub mniejszym natężeniu, a krzywa funkcji psychometryczna wykrywania sygnału przyjmuje kształt litery "S". W funkcji tej na osi Y zaznacza się procent rozpoznania sygnału, a na osi X siłę bodźca. Próg absolutny arbitralnie wyznacza się w miejscu przecięcia krzywej z 50% detekcji bodźca.